# NGC 4222
NGC 4222 ist eine spiralförmige Zwerggalaxie mit ausgedehnten Sternentstehungsgebieten vom Hubble-Typ Scd im Sternbild Coma Berenices am Nordsternhimmel. Sie ist schätzungsweise 75 Millionen Lichtjahre von der Milchstraße entfernt und hat einen Durchmesser von etwa 65.000 Lj. Unter der Katalognummer VCC 131 zählt zum Virgo-Galaxienhaufen.
Im selben Himmelsareal befinden sich u. a. die Galaxien NGC 4216, IC 771, IC 3066, IC 3108.
Das Objekt wurde am 8. April 1784 durch den Astronomen William Herschel entdeckt.